# Edward Iliffe
Edward Manger Iliffe (från 1933 1:e baron Iliffe of Yattendon), född 1877, död 25 juli 1960, var en brittisk politiker, tidningsutgivare och finansman.
Edward Iliffe samarbetade tidning med bröderna Berry och medverkade vid tillkomsten av deras stora tidningstrust Berrykoncernen, vid vars upplösning 1937 Iliffe avvecklade huvuddelen av sina pressengagemang. Iliffe ägnade sig därefter åt en omfattande finansieringsverksamhet inom försäkringsbranschen. Han var konservativ ledamot av underhuset 1923–1929, ordförande i de brittiska handelskamrarnas förbund 1932 och i brittiska tidskriftsägarnas förbund 1935–1938. Iliffe hade stora kulturella intressen, vilka han främjade både genom egna insatser och genom stora donationer.